# March of Progress
March of Progress ist das neunte Studioalbum der Progressive-Metal-Band Threshold. Es erschien im August 2012 bei Nuclear Blast.

## Entstehung und Stil
Dem Album ging der Tod des Sängers Andrew McDermott voraus, der 2011, vier Jahre nach der Veröffentlichung von Dead Reckoning, an Nierenversagen gestorben war. March of Progress wurde als Mixtur aus den episch-bombastischen Frühwerken der Band und den Alben der Ära mit Andrew McDermott gesehen. Wilsons Stimmlage wurde als „etwas sanfter und weicher“ charakterisiert als die McDermotts.

## Rezeption
Das Album wurde im Magazin Rock Hard Album des Monats. Michael Rensen vergab zehn von zehn möglichen Punkten und schrieb: „Diese angenehm modern produzierte Scheibe steht auf einer Stufe mit den großen Dream-Theater- und Fates-Warning-Heiligtümern und ist für mich das beste Metal-Album seit Dream Theaters ´99er Überflieger Scenes from a Memory.“ Lothar Hausfeld von Musikreviews.de schrieb, die Band schaffe es auf dem Album „die perfekte Balance zu finden“: „Dort, wo satt riffende Gitarren gefragt sind, riffen die Gitarren satt. Dort, wo dominante Keyboard-Waber-Sounds passen, wabern die Keyboards dominant im Vordergrund. Dort, wo melancholische Parts mit sparsamer Instrumentierung für einen stimmungsvollen Background sorgen sollten, treten genau diese Effekte ein.“ Die Wertung lag bei 14 von 15 Punkten. Michael Edele von Laut.de vergab vier von fünf Sternen: „Man weiß gar nicht, welchen Song man zuerst nennen mag, denn den Briten ist es gelungen, jede Nummer mit ein paar Hooks zu versehen, die direkt ins Ohr gehen, ohne dabei kitschig oder allzu poppig zu wirken.“

## Titelliste
| Nr. | Titel                          | Autor(en)                    | Länge |
| --- | ------------------------------ | ---------------------------- | ----- |
| 1.  | Ashes                          | Karl Groom, Richard West     | 6:51  |
| 2.  | Return of the Thought Police   | Karl Groom, Richard West     | 6:09  |
| 3.  | Staring at the Sun             | Richard West                 | 4:25  |
| 4.  | Liberty Complacency Dependency | Karl Groom, Richard West     | 7:48  |
| 5.  | Colophon                       | Richard West                 | 6:00  |
| 6.  | The Hours                      | Richard West, Steve Anderson | 8:15  |
| 7.  | That's Why We Came             | Damian Wilson                | 5:40  |
| 8.  | Don't Look Down                | Karl Groom, Richard West     | 8:12  |
| 9.  | Coda                           | Pete Morten                  | 5:23  |
| 10. | The Rubicon                    | Karl Groom, Richard West     | 10:21 |
| 11. | Divinity (Digipak-Bonustitel)  | Pete Morten                  | 6:27  |